# Culture Recuay
 (août 2018).
Si vous disposez d'ouvrages ou d'articles de référence ou si vous connaissez des sites web de qualité traitant du thème abordé ici, merci de compléter l'article en donnant les références utiles à sa vérifiabilité et en les liant à la section « Notes et références ».
La culture Recuay est une culture archéologique du Pérou antique (es) qui s'est déroulée dans la Sierra (es) du département péruvien actuel de Ancash entre les années 200 av. J.-C. et 600 ap. J.-C.

## Origine
Comme pour les autres cultures de cette époque, nous connaissons assez peu de choses sur cette culture. La position la plus commune est qu'elle fut une prolongation de la culture chavín, puis de l'influence du style “Blanc sur Rouge” dans la région. Concernant l'aspect politique des recuay, il existe une hypothèse qui questionne son autonomie et soutient que la culture Recuay serait une partie des nombreuses unités politiques qui constituaient l'état moche.
Le style recuay, caractérisé par sa céramique et sa sculpture, fut décrit initialement par Eduard Georg Seler en 1893, sur la base des exemplaires de céramiques apportés au Musée ethnologique de Berlin par Mariano M. Macedo. Seler a dénommé Recuay par rapport à ce style de céramique, en se basant sur le rapport selon lequel les pièces précitées avaient été trouvées dans le hameau de Recuay. Des études postérieures ont démontré que cette céramique caractéristique n'était pas originaire de Recuay mais de Copa, près de Carhuaz, il a donc été proposé de changer de nom par celui de ce hameau. Par hasard le nom de Huaylas s'est utilisé pour cette culture. En 1919 Julio Tello a exploré la zone et a récupéré des sculptures et de la céramique de style Recuay. En 1960 Rafael Larco Hoyle a proposé de changer les dénominations de Recuay et de Copa pour celle de Santa, en soutenant que le style Recuay avait trouvé son origine dans les régions côtières de la vallée du Río Santa. Cependant, la dénomination Recuay a persisté.

## Chronologie
Sa chronologie est également discutable. Son début varie entre 200 av. J.-C. et 0. Sa fin étant généralement fixée à 600 ap. J.-C., probablement causée par l'arrivée des conquérants Huari.

## Situation géographique
Englobe presque toute la Callejón de Huaylas, une vallée étroite nourrie par le Río Santa et coincée entre deux cordillères, la cordillère Blanche à l'Ouest et la cordillère Noire à l'Est. Son influence s'est étendue à l'Est jusqu'au bassin du Río Marañón et à l'Ouest, jusqu'aux hautes parties des vallées de Santa, Casma (en) et Huarmey (en). Au Nord elle est arrivée jusqu'à la localité de Pashash, dans la province de Pallasca.
La zone de Copa, district de Marca (en), province de Recuay, département d'Ancash semble avoir été le centre ou le noyau principal de cette culture. Il se justifierait alors, d'utiliser le nom de la culture, dérivé de la province du même nom. D'autres installations importantes ont été celles de  Huilcahuaín  (près de l'actuelle ville de Ancash), Cátac, Araucay, Tambo, Jancu, Upayacu et  Pashash  (près de l'actuelle ville de Cabana).

## Influences
La culture Recuay a été remarquablement influencée par la culture Chavín, ce qui est parfaitement compréhensible si nous prenons en compte qu'elle a occupé le même territoire à l'origine. Une telle influence peut être perçue dans son architecture (usage de galeries souterraines) et dans sa sculpture. En ce qui concerne la céramique, elle a été influencée par la culture Cajamarca (es) et par la culture Moche, de laquelle il a repris l'usage de l'anse.
D'autre part, la relation entre l'état Recuay et l'état Moche (situé au nord) a dû être très compliquée puisqu'ils étaient limitrophes et concurrents pour les mêmes sources d'eau, ce qui a dû être une cause d'inévitables conflits. Cela dit, il y a une constance du caractère guerrier de la société Recuay, reflétée dans ses constructions fortifiées et dans son iconographie.

## Organisation politique
Il n'existe pas d'information précise sur l'organisation politique de l'État Recuay mais la présence de forteresses dans de divers lieux certifie l'idée d'une organisation dirigée par une caste militaire, qui serait liée en même temps au culte. Cela aurait donc été une théocratie puisque n'existait pas de leader politique réel, mais plutôt un prêtre - guerrier suprême, qui, avec ses prêtres subalternes, "interprétaient" les signes des dieux, et c'étaient eux qui dirigeaient la culture Recuay. Le culte aux ancêtres serait l'axe central de la vie politique et de la vie religieuse, organisé avec un calendrier complexe de cérémonies.
En d'autres termes, ce groupe de prêtres - guerriers gouvernaient dans Recuay car ils étaient les porte-paroles des ordres des dieux et c'est pourquoi les personnes devaient leur obéir. Cette forme de gouvernement est l'une des plus antiques (si ce n'est la première) apparue dans l'antiquité.

## Organisation sociale

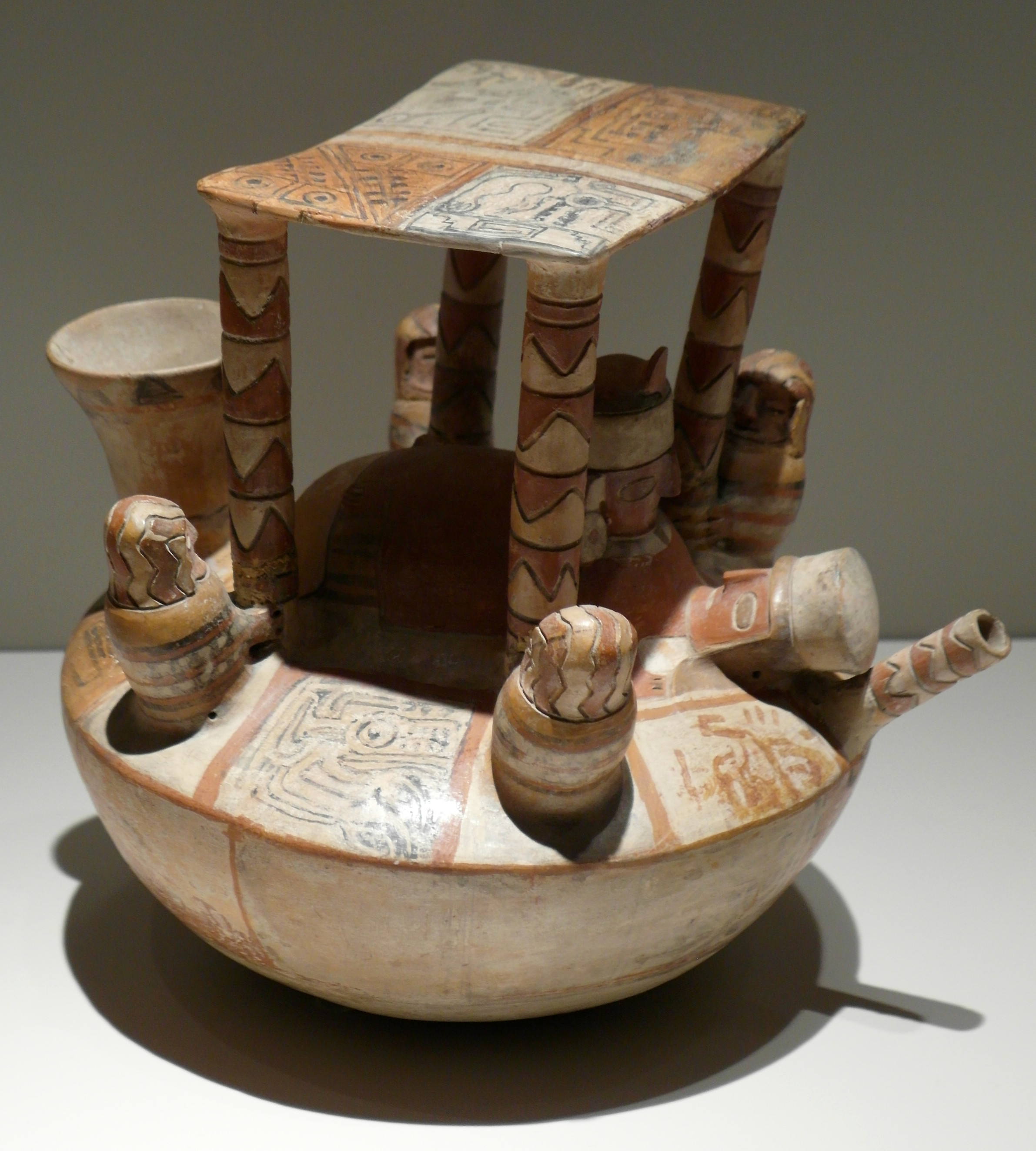
Recopiant Recuay en l'honneur des ancêtres

Les sources iconographiques et les éléments architecturaux et funéraires mènent à des conclusions coïncidentes. On perçoit l'image d'une société organisée dans des communautés territoriales, comparables en quelque sorte au ayllu andin. Ces communautés étaient gouvernées par des élites guerrières.
Tout indique que les Recuay ont été une société avec un haut degré de militarisation et qu'ils ont vécu dans un conflit permanent avec leurs voisins pour la conquête de terres de culture et de sources d'eau. Il est possible qu'ils constituèrent une barrière infranchissable à l'expansion des Moches, ce qui expliquerait la raison par laquelle ceux-ci n'ont jamais pu arriver aux hauteurs andines.

## Économie
L'économie principale était l'agriculture mais également l'élevage de camélidés sud-américains (lamas et alpagas) desquels ils exploitaient la viande et le cuir. On a découvert, que durant un temps, les vieilles constructions abandonnées des chavín ont servi aux recuay pour garder le bétail. Ils devaient également avoir des vicuñas qui paissaient dans les hautes zones sous domination des Recuay.

## Art
La principale forme d'expression artistique était le travail de la pierre (taille et une maçonnerie), hérédité de leurs prédécesseurs, la culture Chavín. Ils réalisèrent également des sculptures en ronde-bosse représentant des guerriers avec des écus ou des têtes-trophées, avec lesquelles ils ont ornementé leurs constructions architecturales. De la même manière, ils ont élaboré une céramique en argile blanche de formes très variées et d'un textile qui reproduisait les motifs de la poterie.

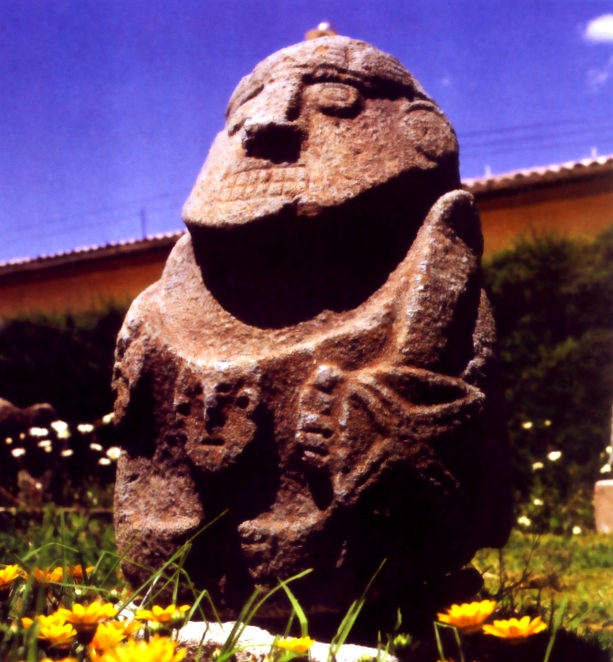
Monolithe Recuay.

### Sculpture
Les Recuay sont reconnus pour leurs travaux de sculptures en pierre. Ces sculptures consistent en galets de pierre qui était taillés dans la pierre. Elles représentent des guerriers, des félins et des serpents, des têtes humaines, des visages et des têtes - trophées, des maquettes et des verres avec piédestal, etc.
De l'autre côté ressortent les célèbres monolithes Recuay, des blocs en pierre de forme presque cylindrique, sculptés apparemment pour représenter des guerriers de rang élevé. Ceux-ci ont une expression rigide, dans une position avec les jambes croisées et en portant une massue, un écu ou une tête - trophée. Des femmes sont représentées sur d'autres monolithes, avec des tresses longues et habillées avec capuchons ou des capes. Ces monolithes ont eu une fonction ornementale, en servant comme linteaux ou encastrés dans les ornements. De nombreux exemples de ces sculptures en pierre ont été recueillis par le père Augusto Soriano Infante et protégés dans le Musée régional d'Ancash (Huaraz).
Un autre exemple de la sculpture Recuay sont les cabezas clavas (es) qui représentent des hommes et des félins et qui rappellent à ceux de la culture Chavín, bien qu'avec style spécifique des recuay.

### Textile
Les peu de tissus conservés montrent des motifs complexes décoratifs fortement liés à ceux qui apparaissent dans les pots de céramique. Les tisseurs, comme les potiers, faisaient contraster aux espaces monochromatiques du fond, qui possèdent des tonalités crèmes, des marrons et rouges avec les dessins figuratifs et géométriques.

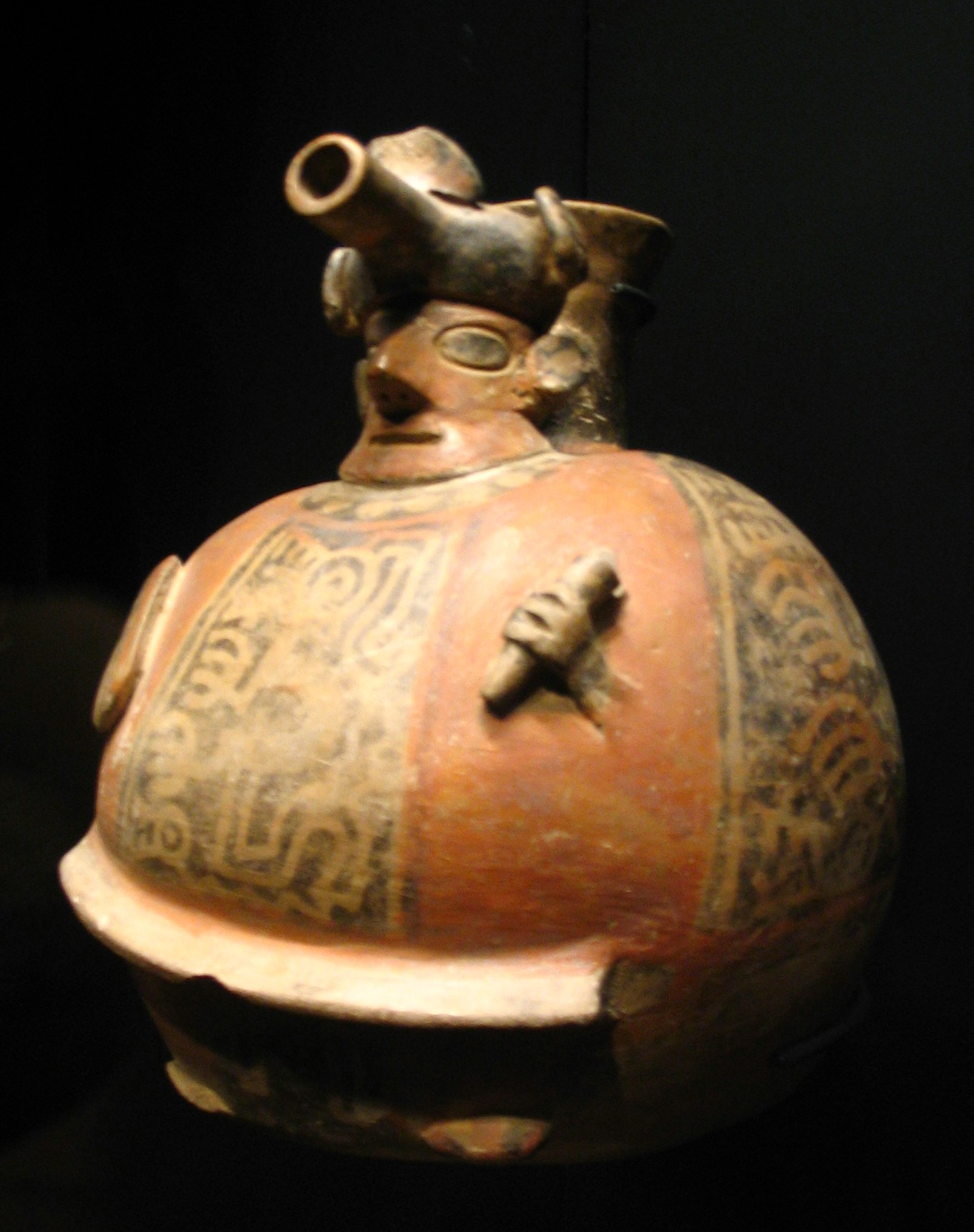
Céramique Recuay du type paccha.

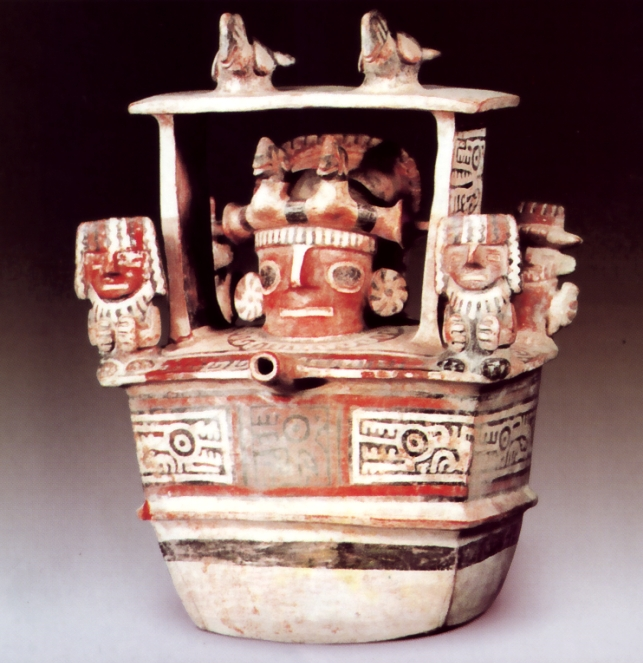
Paccha.

### Céramique
Pour élaborer leur céramique ils utilisaient l'argile appelée kaolinite, qui est des plus fins et complexes à travailler, et qui acquiert une couleur blanche après sa cuisson. De façon générale leur céramique se distingue par les caractéristiques suivantes :
- Une variété remarquable de formes et d'expressions sculpturales, mais sans atteindre le niveau de la céramique moche. Ils ont utilisé l'anse-pont et l'anse-étrier.
- La technique du "négatif" dans la décoration, en utilisant les couleurs rouges, blanches et noires. Cette technique consiste à couvrir d'argile les parties à décorer et à peindre tout autour; plus tard les morceaux en argile se détachent en laissant une zone sans peinture.
- La variété de dessins peints sur la base de motifs géométriques et figuratifs.
- La présence de nombreux récipients dits "pacchas", les cruches cérémonieuses qui ont la particularité d'arborer un tuyau où le liquide du récipient était versé.

Les motifs décoratifs de cette céramique apparaissent d'une manière picturale et sculpturale.
- les Motifs picturaux . Ils consistent en félins, serpents et êtres anthropomorphes dessinés dans une forme réaliste, ainsi que des êtres mythologiques stylisés tels que le “félin emplumé” de profil et des têtes - trophées.
- les Motifs sculpturaux . Personnages mythiques différents; guerriers ou prêtres mythiques, qui montrent des variations dans leur coiffure; personnages similaires aux précédents en conduisant un lama; prêtre entouré par un couple ou par un groupe de femmes; différentes scènes de félins attrapant des personnes.

### Architecture
L'architecture recuay est représentée par divers types de constructions, comme des logements, des fortifications et des temples. Une caractéristique remarquable est l'usage des galeries souterraines, clairement d'origine chavín, pour les temples et pour les maisons. Les murs ont été construits par de grandes pierres allongées plantées au sol; les interstices étaient remplis de petites pierres usuellement plates (pachillas) et des blocs cubiques imposants ont aidé à former les coins. Les principaux exemples de l'architecture recuay sont les restes de Huilcauaín et de Pashash.
La fonction défensive de ces constructions était totalement compatible avec une utilisation cérémoniale.
- les Constructions civiles . Les logements des recuay ont été érigés par des pierres partiellement travaillées et avec de la terre; d'une à quatre pièces interconnectées étaient distribuées autour d'une cour. Il y a aussi eu des maisons souterraines, composées d'une cour et d'une pièce centrale multiusage, c'est-à-dire qu'elle fonctionnait comme une cuisine, une salle et une chambre à coucher en même temps. De tels exemples de logements souterrains ont été trouvés à Cátac, Copa et Tambo.

- les Constructions militaires . Les constructions fortifiées sont d'une forme irrégulière, certaines d'entre elles possèdent des murs extérieurs, des parapets et des fosses. Dans certains de ces endroits ont été trouvées diverses armes comme des frondes, des haches, des massues et des pointes de projectile. Tout cela nous fait penser à un peuple entièrement guerrier, ce qui est corroboré par les représentations guerrières dans ses monolithes et céramiques.

- les Constructions funéraires . Selon l'enquêteur Duccio Bonavia (es), les structures funéraires des recuay sont les plus élaborées de la zone andine. Cette société a construit des mausolées imposants de pierre, comme ceux trouvés dans Molleurco, Catayoc et Pashash. D'autres tombes, comme celles de Huilcahuaín, ont été construites comme des galeries souterraines, dont la longueur varie entre 7 et 20 m, avec une hauteur approximative d'un mètre. Les structures précitées ont été individuelles et collectives, conformément à la classe ou au rang du défunt. Dans les sépultures, des cadavres ont été trouvés inclinés ou assis entourés d'offrandes.

- les Constructions religieuses . Les temples étaient construits en pierre taillée, avec une grande cour ouverte sur l'extérieur, où se trouvaient des souterrains utilisés comme chambres funéraires.

## Sites archéologiques
Les sites recuay sont relativement petits, dispersés et généralement localisés dans les collines. Une plate-forme, probablement cérémoniale, s'élève en général au centre de l'installation, tandis que les chambres funéraires se trouvent dans la zone environnante. Seuls quelques endroits peuvent être considérés comme des centres locaux, à en juger d'après la monumentalité de leurs murs et enceintes. Caractéristiques de cette culture, ils sont les sites fortifiés qui ont un contrôle visuel parfait sur les champs agricoles et les routes d'accès, comme Pashah.
- Copa  est un site archéologique proche de Carhuaz, sur rive droite de la Santa, au pied de la cordillère Blanche, qui semble avoir été le centre de la culture Recuay.

- Pashash  est un site archéologique placé stratégiquement près de la ville de Cabana. Il est remarquable pour un gros mur qui entoure toute la construction, probablement pour éviter l'entrée d'ennemis.

- Huilcahuaín  est le site le plus important de la culture Recuay. C'est un ensemble d'édifices, près de la ville de Huaraz. Sa construction la plus importante est un édifice de 3 étages qui atteint la hauteur de 9 mètres. Apparemment, cet édifice a fait partie d'un complexe urbain, dont l'étendue est aujourd'hui ignorée. Après la conquête Wari, il a souffert d'une occupation militaire et il est probable que c'était le centre wari de l'occupation de la Callejón de Huaylas.